# تاریخچه طاعون
در سطح جهان، سالانه حدود ۶۰۰ مورد ابتلا به طاعون گزارش می‌شود. در سال ۲۰۱۷ و نوامبر ۲۰۱۹، کشورهایی که بیشترین موارد ابتلا را داشته‌اند شامل جمهوری دموکراتیک کنگو، ماداگاسکار و پرو بوده‌اند.
شیوع‌های محلی طاعون در قالب سه دنیاگیری بزرگ دسته‌بندی می‌شوند که تاریخ آغاز و پایان هرکدام، و همچنین نسبت‌دادن برخی از این شیوع‌ها به یکی از این همه‌گیری‌ها، همچنان مورد بحث و اختلاف نظر است. این همه‌گیری‌ها عبارت بودند از:
- اولین همه‌گیری طاعون از سال ۵۴۱ تا حدود سال ۷۵۰ میلادی، که از مصر به مدیترانه (با شروع طاعون ژوستینین) و شمال غربی اروپا گسترش یافت[۴]
- دومین همه‌گیری طاعون از حدود ۱۳۳۱ تا حدود ۱۸۵۵، که از آسیای مرکزی به مدیترانه و اروپا (با شروع مرگ سیاه) و احتمالاً به چین نیز گسترش یافت[۵]
- سومین همه‌گیری طاعون از سال ۱۸۵۵ تا ۱۹۶۰ که از چین به نقاط مختلف جهان، به‌ویژه هند و ساحل غربی ایالات متحده، گسترش یافت.[۶]

با این حال، مرگ سیاه در اواخر قرون وسطی (تقریباً بین سال‌های ۱۳۳۱ تا ۱۳۵۳) گاه نه به‌عنوان آغاز همه‌گیری دوم، بلکه به‌عنوان پایان همه‌گیری نخست در نظر گرفته می‌شود. در این صورت، نخستین همه‌گیری حدود سال ۱۳۵۳ پایان یافته و آغاز همه‌گیری دوم در حدود سال ۱۳۶۱ خواهد بود. همچنین، در منابع مختلف پایان‌های متفاوتی برای همه‌گیری دوم ذکر شده است که از حدود سال ۱۸۴۰ تا ۱۸۹۰ متغیر است.

## دوران باستان

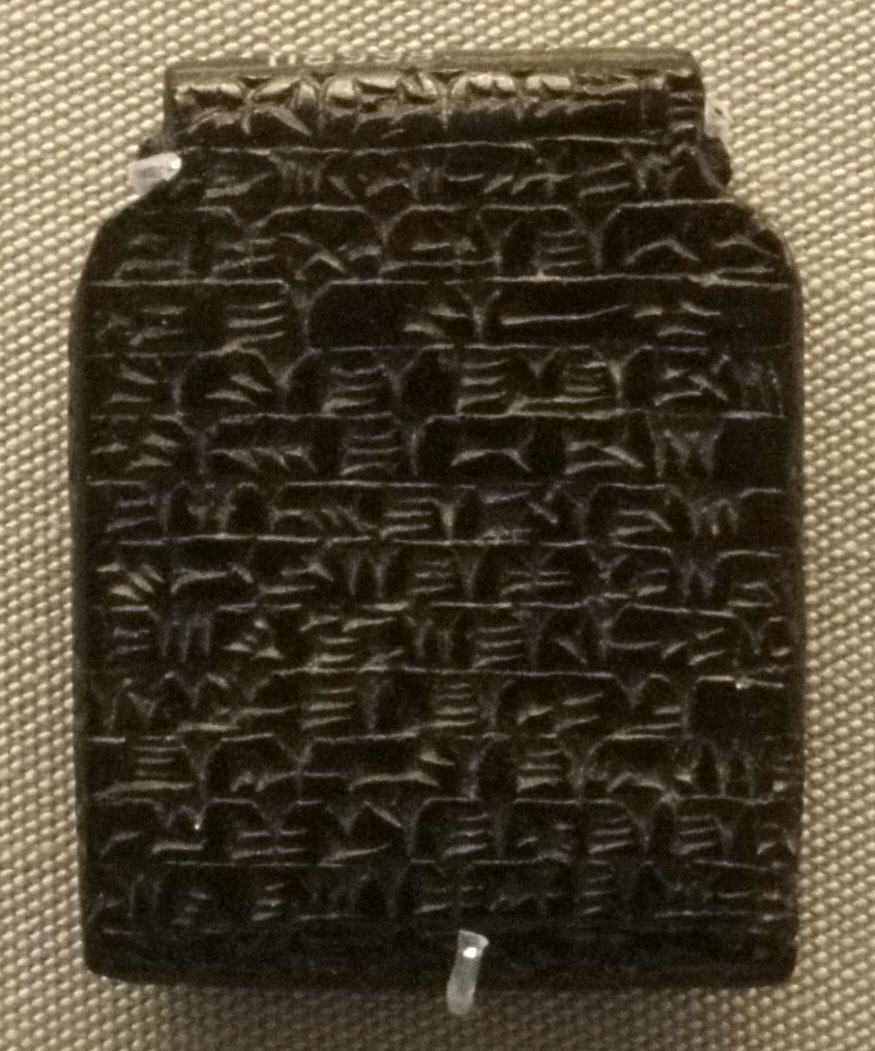
حرز (۸۰۰–۶۱۲) پیش از میلاد) برای دفع طاعون که با نقل قولی از حماسه ارا حک شده است

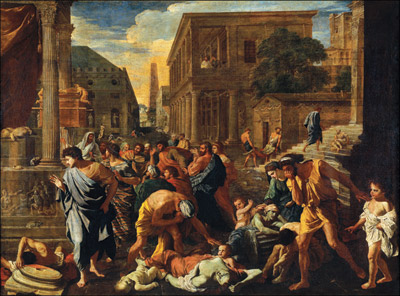
نیکولا پوسن، «طاعون اشدود»، ۱۶۳۰ میلادی. رنگ روغن روی بوم، با ابعاد ۱۴۸ در ۱۹۸ سانتی‌متر. موزه لوور، پاریس، فرانسه. منبع: Giraudon/Bridgeman Art Library.

اعتقاد بر این است که کلمه طاعون (Plague) از کلمه لاتین plāga ("ضربه، زخم") و plangere ("زدن، یا کوبیدن") گرفته شده است، و از طریق کلمه آلمانی Plage ("آلودگی").
برخی از پژوهشگران پیشنهاد کرده‌اند که طاعون عامل کاهش جمعیت در دوران نوسنگی بوده است. این نظریه با کشف مقبره‌ای در سوئد امروزی تقویت می‌شود؛ مقبره‌ای که شامل ۷۹ جسد است که در مدت‌زمانی کوتاه به خاک سپرده شده‌اند. پژوهشگران در این مکان بقایای گونه‌ای منحصربه‌فرد از عامل بیماری‌زای طاعون یعنی یرسینیا پستیس را شناسایی کرده‌اند.

## اولین همه‌گیری: اوایل قرون وسطی
طاعون ژوستینین در سال‌های ۵۴۱–۵۴۲ میلادی اولین حمله شناخته‌شده ثبت‌شده است و اولین الگوی ثبت‌شدهٔ قطعی طاعون خیارکی را نشان می‌دهد. تصور می‌شود که این بیماری از چین سرچشمه گرفته است. سپس به آفریقا گسترش یافت، جایی که شهر عظیم قسطنطنیه مقادیر زیادی غلات، عمدتاً از مصر، برای تغذیه شهروندان خود وارد می‌کرد. کشتی‌های حمل غلات منبع شیوع بیماری در شهر بودند، و انبارهای عمومی عظیم غلات، موش‌ها و کک‌ها را پرورش می‌دادند. پروکوپیوس گفته است که در اوج خود، طاعون هر روز ۱۰ هزار نفر را در قسطنطنیه می‌کشت. تعداد واقعی به احتمال زیاد نزدیک به ۵۰۰۰ نفر در روز بود. این طاعون در نهایت شاید ۴۰٪ از ساکنان شهر را کشت و سپس تا یک چهارم جمعیت انسانی شرق مدیترانه را نیز به کام مرگ کشاند.
در سال ۵۸۸ میلادی، موج دوم و گسترده‌ای از طاعون از منطقه مدیترانه به سرزمینی که امروزه فرانسه نام دارد، گسترش یافت. برآورد می‌شود که «طاعون ژوستینین» در سراسر جهان جان حدود ۱۰۰ میلیون نفر را گرفته باشد. این همه‌گیری باعث شد جمعیت اروپا بین سال‌های ۵۴۱ تا ۷۰۰ میلادی حدود ۵۰ درصد کاهش یابد. همچنین، احتمال می‌رود که این طاعون به موفقیت فتوحات مسلمانان نیز کمک کرده باشد. در گزارشی از دهه ۵۶۰ میلادی که در سال ۷۹۰ میلادی نوشته شده، آمده است که این بیماری موجب ایجاد «ورم‌هایی در غدد … به اندازه فندق یا خرما» در ناحیه کشاله ران «و در دیگر نواحی حساس بدن، همراه با تب شدیدی غیرقابل تحمل» می‌شده است.

## همه‌گیری دوم: از قرن ۱۴ تا قرن ۱۹

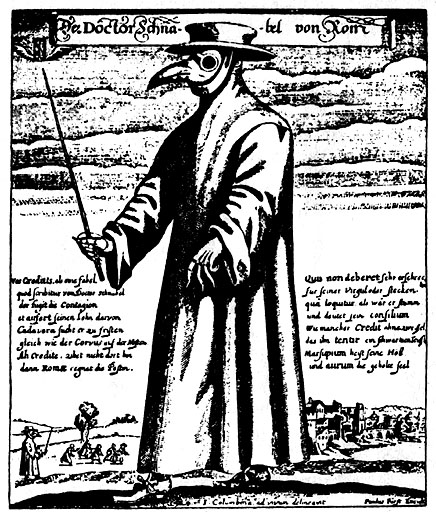
" Der Doktor Schnabel von Rom " ("دکتر منقار رم"). منقار یک ماسک گاز اولیه است که با موادی (مانند ادویه‌ها و گیاهان) پر شده است که تصور می‌شود طاعون را دفع می‌کند.

در فاصلهٔ سال‌های ۱۳۳۱ تا ۱۳۵۱ میلادی، «مرگ سیاه» به‌عنوان یک پاندمی عظیم و مرگبار که از چین آغاز شده بود، از مسیر جاده ابریشم عبور کرد و سراسر آسیا، اروپا و آفریقا را درنوردید. برآورد می‌شود که این همه‌گیری جمعیت جهان را از حدود ۴۵۰ میلیون نفر به حدود ۳۵۰ تا ۳۷۵ میلیون نفر کاهش داده باشد. چین تقریباً نیمی از جمعیت خود را از دست داد، به‌طوری که از حدود ۱۲۳ میلیون نفر به حدود ۶۵ میلیون رسید؛ اروپا حدود یک‌سوم جمعیت خود را از دست داد، از حدود ۷۵ میلیون به ۵۰ میلیون؛ و آفریقا تقریباً یک‌هشتم جمعیتش را، از حدود ۸۰ میلیون به ۷۰ میلیون نفر. (میزان مرگ‌ومیر معمولاً با تراکم جمعیت ارتباط مستقیم داشت و از آنجا که آفریقا تراکم جمعیتی کمتری داشت، نرخ مرگ‌ومیر در آن پایین‌تر بود)
مرگ سیاه را می‌توان بزرگ‌ترین تلفات انسانی ناشی از یک همه‌گیری غیر ویروسی در تاریخ دانست. گرچه داده‌های آماری دقیقی در دست نیست، اما تخمین زده می‌شود که در انگلستان حدود ۱٫۴ میلیون نفر (یک‌سوم از جمعیت ۴٫۲ میلیونی آن زمان) جان خود را از دست دادند، و درصد تلفات در ایتالیا احتمالاً حتی بیشتر بوده است. از سوی دیگر، به نظر می‌رسد که شمال‌شرقی آلمان، بوهم، لهستان و مجارستان آسیب کمتری دیده‌اند و برای روسیه یا منطقه بالکان آمار مشخصی وجود ندارد. این احتمال مطرح شده که روسیه به‌دلیل آب‌وهوای بسیار سرد و وسعت جغرافیایی زیادش – که موجب تماس کمتر با منابع آلودگی می‌شده – آسیب کمتری دیده باشد.

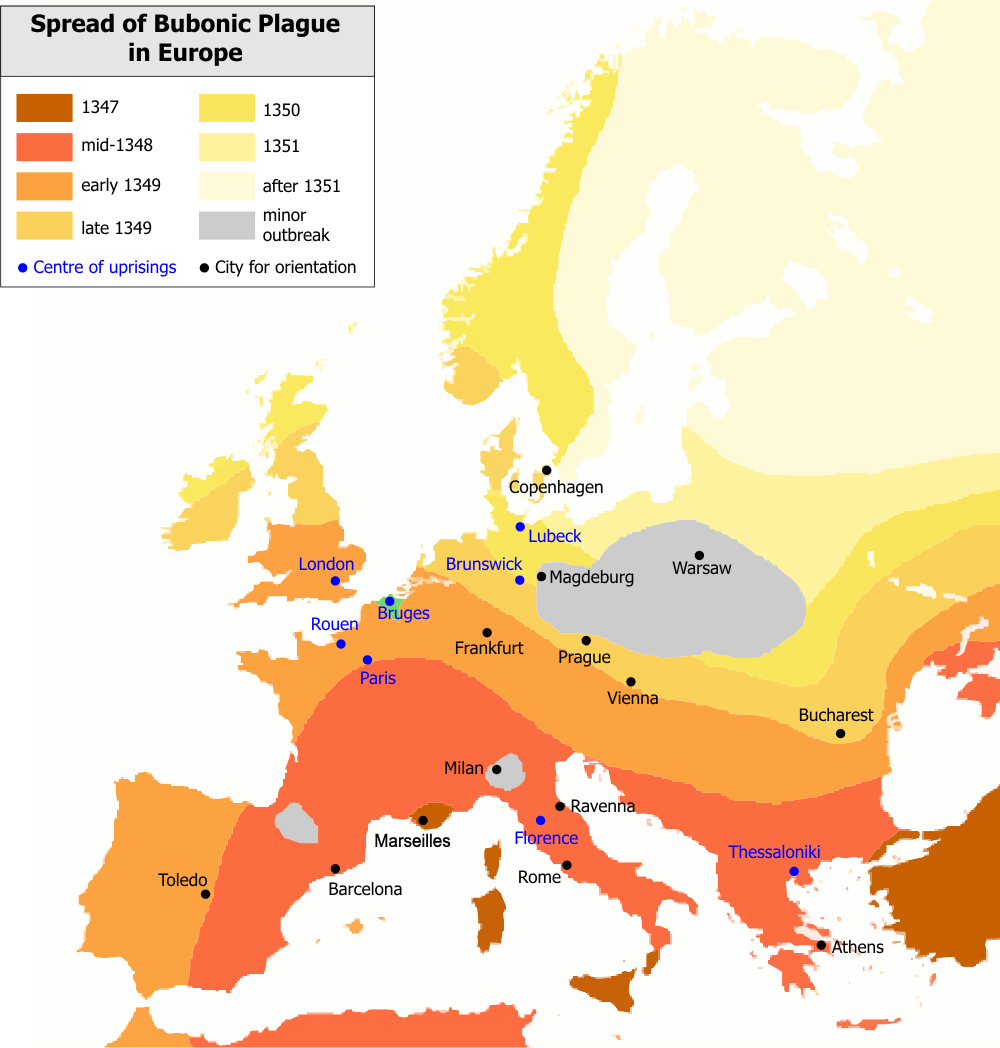
نقشه‌ای که گسترش «مرگ سیاه» (طاعون خیارکی) را در اروپا طی دنیاگیری سال‌های ۱۳۳۱ تا ۱۳۵۱ نشان می‌دهد. این بیماری که گمان می‌رود از چین آغاز شده باشد، به سمت غرب حرکت کرد و تا سال ۱۳۴۷ به دریای سیاه رسید.

طاعون به‌طور مکرر در سده‌های چهاردهم تا هفدهم میلادی به اروپا و منطقه مدیترانه بازمی‌گشت و این مناطق را درگیر می‌کرد. به گفتهٔ بیرابن، بین سال‌های ۱۳۴۶ تا ۱۶۷۱، در هر سال دست‌کم در بخشی از اروپا طاعون وجود داشته است.
همه‌گیری دوم به‌ویژه در سال‌های زیر بسیار گسترده بوده است:
۱۳۶۰–۱۳۶۳؛ ۱۳۷۴؛ ۱۴۰۰؛ ۱۴۳۸–۱۴۳۹؛ ۱۴۵۶–۱۴۵۷؛ ۱۴۶۴–۱۴۶۶؛ ۱۴۸۱–۱۴۸۵؛ ۱۵۰۰–۱۵۰۳؛ ۱۵۱۸–۱۵۳۱؛ ۱۵۴۴–۱۵۴۸؛ ۱۵۶۳–۱۵۶۶؛ ۱۵۷۳–۱۵۸۸؛ ۱۵۹۶–۱۵۹۹؛ ۱۶۰۲–۱۶۱۱؛ ۱۶۲۳–۱۶۴۰؛ ۱۶۴۴–۱۶۵۴؛ و ۱۶۶۴–۱۶۶۷.
همه‌گیری‌های بعدی، هرچند شدید بودند، اما نشان‌دهندهٔ عقب‌نشینی طاعون از بیشتر مناطق اروپا در سدهٔ هجدهم و شمال آفریقا در سدهٔ نوزدهم بودند.
به گفتهٔ جفری پارکر، «تنها در فرانسه، حدود یک میلیون نفر در همه‌گیری سال‌های ۱۶۲۸ تا ۱۶۳۱ بر اثر طاعون جان باختند.»

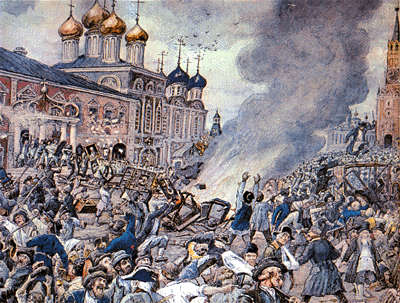
شورش طاعون در مسکو در سال ۱۷۷۱: در طول دوره طاعون در این شهر، بین ۵۰٬۰۰۰ تا ۱۰۰٬۰۰۰ نفر جان خود را از دست دادند (۱/۶ تا ۱/۳ جمعیت آن).

در انگلستان، در غیاب آمار سرشماری، مورخان طیف وسیعی از ارقام جمعیت پیش از حادثه را از ۷ تا … پیشنهاد می‌کنند. میلیون تا ۴ میلیون نفر در سال ۱۳۰۰، و رقم جمعیت پس از حادثه به پایین‌ترین حد خود یعنی ۲. میلیون. تا پایان سال ۱۳۵۰، مرگ سیاه فروکش کرد، اما هرگز در انگلستان کاملاً از بین نرفت. در طول چند صد سال بعدی، شیوع‌های بیشتری در سال‌های ۱۳۶۱–۶۲، ۱۳۶۹، ۱۳۷۹–۸۳، ۱۳۸۹–۹۳ و در سراسر نیمه اول قرن پانزدهم رخ داد. شیوع طاعون در سال ۱۴۷۱، ۱۰ تا ۱۵ درصد از جمعیت را از بین برد، در حالی که میزان مرگ و میر ناشی از طاعون در سال‌های ۱۴۷۹ تا ۱۴۸۰ می‌توانست تا ۲۰ درصد باشد. به نظر می‌رسد شایع‌ترین شیوع‌ها در انگلستانِ دوره تودور و استوارت در سال‌های ۱۴۹۸، ۱۵۳۵، ۱۵۴۳، ۱۵۶۳، ۱۵۸۹، ۱۶۰۳، ۱۶۲۵ و ۱۶۳۶ آغاز شده و با طاعون بزرگ لندن در سال ۱۶۶۵ پایان یافته است.
در سال ۱۴۶۶، شاید ۴۰٬۰۰۰ مردم در پاریس بر اثر طاعون جان باختند. در طول قرن‌های شانزدهم و هفدهم، طاعون تقریباً از هر سه سال، یک سال پاریس را در بر می‌گرفت. طاعون سیاه قبل از اینکه به روسیه ادامه یابد، به مدت سه سال اروپا را ویران کرد، جایی که این بیماری از سال ۱۳۵۰ تا ۱۴۹۰ هر پنج یا شش سال یک بار به جایی حمله می‌کرد.

## همه‌گیری سوم: قرن‌های نوزدهم و بیستم

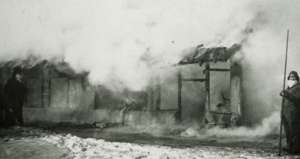
خانه‌هایی که در دهه ۱۸۹۰ در چین در طول همه‌گیری طاعون خیارکی سوزانده شدند

سومین همه‌گیری در سال ۱۸۵۵ در استان یون‌نان چین آغاز شد و طاعون را به تمام قاره‌های مسکونی گسترش داد و در نهایت بیش از 12 میلیون نفر را تنها در هند و چین کشت. الگوهای تلفات نشان می‌دهد که امواج این بیماری همه‌گیر ممکن است از دو منبع مختلف سرچشمه گرفته باشند. اولین مورد عمدتاً طاعون خیارکی بود و از طریق تجارت اقیانوسی در سراسر جهان منتقل می‌شد و افراد آلوده، موش‌ها و محموله‌های حاوی کک را حمل می‌کرد. سویه دوم، که بدخیم‌تر بود، در درجه اول ذات‌الریه داشت و سرایت آن از فرد به فرد قوی بود. این نژاد عمدتاً به منچوری و مغولستان محدود می‌شد. محققان در طول «همه‌گیری سوم» ناقلین طاعون و باکتری طاعون (به بالا مراجعه کنید) را شناسایی کردند که به مرور زمان به روش‌های درمانی مدرن منجر شد.

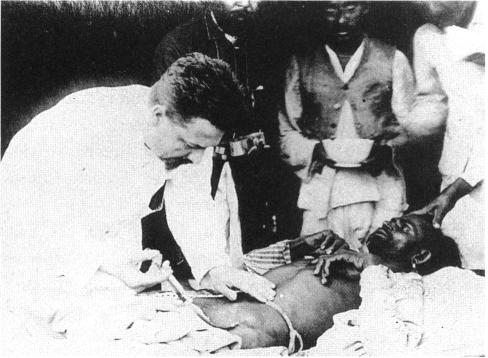
پاول-لویی سیموند در حال تزریق واکسن طاعون در کراچی، ۱۸۹۸

## موارد جدید
طاعون در روسیه در سال‌های ۱۸۷۷ تا ۱۸۸۹ در مناطق روستایی نزدیک کوه‌های اورال و دریای خزر شیوع یافت. تلاش‌ها در زمینه بهداشت و جداسازی بیماران، شیوع بیماری را کاهش داد و تقریباً ۴۲۰ مورد مرگ در منطقه ثبت شد. نکته قابل توجه این است که منطقه وتلیانکا در این منطقه در نزدیکی جمعیتی از مارموت استپ بابک قرار دارد، جونده‌ای کوچک که مخزن بسیار خطرناک طاعون محسوب می‌شود. آخرین شیوع قابل توجه طاعون در روسیه در سال ۱۹۱۰ در سیبری بود، پس از آنکه تقاضای ناگهانی برای پوست موش خرما (جایگزینی برای سمور) قیمت آن را ۴۰۰ درصد افزایش داد. شکارچیان سنتی موش خرمای بیمار را شکار نمی‌کردند و خوردن چربی زیر بغل (غده لنفاوی زیر بغل که اغلب محل تجمع طاعون بود) تابو بود، بنابراین شیوع بیماری معمولاً به افراد مجرد محدود می‌شد. با این حال، افزایش قیمت، هزاران شکارچی چینی را از منچوری جذب کرد که نه تنها حیوانات بیمار را می‌گرفتند، بلکه چربی آنها را نیز می‌خوردند، که غذایی لذیذ محسوب می‌شد. طاعون از شکارگاه‌ها به پایانه راه‌آهن شرقی چین سرایت کرد و سپس به مدت ۲۷۰۰ سال در امتداد مسیر حرکت کرد. کیلومتر. این طاعون ۷ ماه طول کشید و ۶۰ هزار نفر را کشت.

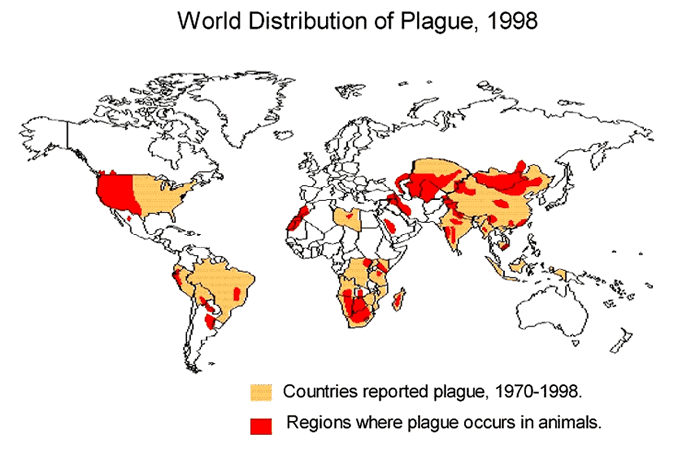
پراکندگی حیوانات و انسان‌های آلوده به طاعون، تا سال ۱۹۹۸.

موارد طاعون در نیمه دوم قرن بیستم به‌طور چشمگیری کاهش یافت، اما شیوع آن همچنان رخ می‌داد، به خصوص در کشورهای در حال توسعه. بین سال‌های ۱۹۵۴ تا ۱۹۹۷، طاعون انسانی در ۳۸ کشور گزارش شد و این بیماری را به تهدیدی دوباره برای سلامت انسان تبدیل کرد. بین سال‌های ۱۹۸۷ تا ۲۰۰۱، ۳۶۸۷۶ مورد تأیید شده طاعون با ۲۸۴۷ مورد مرگ به سازمان جهانی بهداشت گزارش شده است.
در قرن بیست و یکم، سالانه کمتر از ۲۰۰ نفر در سراسر جهان بر اثر طاعون جان خود را از دست می‌دهند، که عمدتاً به دلیل کمبود درمان است. طاعون در ۲۶ کشور در سراسر جهان بیماری بومی در نظر گرفته می‌شود و بیشتر موارد آن در مناطق دورافتاده آفریقا یافت می‌شود. سه کشور ماداگاسکار، جمهوری دموکراتیک کنگو و پرو بیشترین شیوع این بیماری را دارند. شیوع این بیماری با ده‌ها مورد مرگ و میر در سال‌های ۲۰۱۴ و ۲۰۱۷ در ماداگاسکار، در سال ۱۹۹۴ در هند و در سال ۲۰۰۶ در کنگو رخ داد.
در طول سال ۱۹۹۵، طاعون از نه ایالت غربی در ایالات متحده تأیید شد. در حال حاضر، تخمین زده می‌شود که سالانه پنج تا ۱۵ نفر در ایالات متحده به این بیماری مبتلا می‌شوند — معمولاً در ایالت‌های غربی. تصور می‌شود که مخزن این ویروس، موش‌ها باشند. در ایالات متحده، حدود نیمی از موارد مرگ و میر ناشی از طاعون از سال ۱۹۷۰ در نیومکزیکو رخ داده است. در سال ۲۰۰۶، دو مورد مرگ ناشی از طاعون در این ایالت رخ داد که اولین تلفات در ۱۲ سال گذشته بود. در نیومکزیکو، در سال ۲۰۱۵ چهار نفر به طاعون مبتلا شدند که یکی از آنها جان باخت. در سال ۲۰۱۶، چهار مورد تشخیص داده شد و همه با موفقیت درمان شدند. سه نفر دیگر تا اواخر ژوئن ۲۰۱۷ تشخیص داده شدند. به گفتهٔ پاول اتستاد از اداره بهداشت عمومی نیومکزیکو، تصور می‌شود پوشش گیاهی مانند درختان پینیون و ارس، جوندگانی مانند سگ دشتی و سنجاب سنگی را به همراه کک‌هایشان حمایت می‌کنند. او گفت، همچنین، حیوانات خانگی می‌توانند کک‌ها را از جوندگان مرده به خانه بیاورند. مرکز کنترل و پیشگیری از بیماری‌ها (CDC) نشان می‌دهد که در طول قرن گذشته، طاعون در ایالات متحده بیشتر در مناطق شمال نیومکزیکو، شمال غربی آریزونا و جنوب کلرادو شایع بوده است.